# 1917 في إسبانيا
فيما يلي قوائم الأحداث التي وقعت خلال عام 1917 في إسبانيا.

## أحداث
- 1 يناير – الأزمة الإسبانية عام 1917

## سياسة

### انتهاء فترة المنصب
- 19 أبريل – ألفارو دي فيجويرا وتورس President of the Council of Ministers ‏.

## مواليد

### فبراير
- 1 فبراير – خوسيه لويس سامبيدرو

### مايو
- 15 مايو – فرانشيسكو ماتيو لاعب كرة قدم.

### يوليو
- 4 يوليو – مانوليتي

### نوفمبر
- 18 نوفمبر – خايمي دي بينييس دبلوماسي إسباني.

## وفيات

### مارس
- 8 مارس – إدواردو بوندال (مواليد 1835) كاتب إسباني.

### يونيو
- 30 يونيو – فرنندث فرنشكو إي جونثالث (مواليد 1833)

### نوفمبر
- 6 نوفمبر – فرانسيسكو كوديرا (مواليد 1836)